# Földtudomány
Földtudományoknak nevezzük a Földdel foglalkozó tudományágakat. Ez a bolygótudományok (planetológia) egyik speciális esete, lévén a Föld egy bolygó (az eddig ismert egyetlen olyan bolygó, amelyen élet található). 
A földtudományok a fizika, matematika, kémia és biológia segítségével építik fel a Föld megértéséhez szükséges rendszereket. Ezek segítségével a tudósok lehetőséget kaphatnak arra, hogy megjósolják a „Föld bolygó” nevű rendszer viselkedését.
Mint a többi tudós, a földtudománnyal foglalkozó szakemberek is a tudományos módszereket alkalmazzák: a természeti jelenség megfigyelése után adatokat gyűjtenek róla, majd megalkotnak egy elméletet. Az elméletet a jelenség újabb megfigyeléseivel ellenőrzik. A földtudományokban az adatgyűjtés különösen fontos része az elméletek kidolgozásának. A rendszer szintű megközelítés – amit a globális műhold-rendszerek mellett a számítástechnika és a hajózási adatgyűjtés fejlődése is segít – egyre több lehetőséget ad a kutatóknak a Föld múltbéli folyamatainak megértéséhez és viselkedésének előrejelzéséhez.

## A földtudományok osztályozása
A földtudományok:
- A földtan:

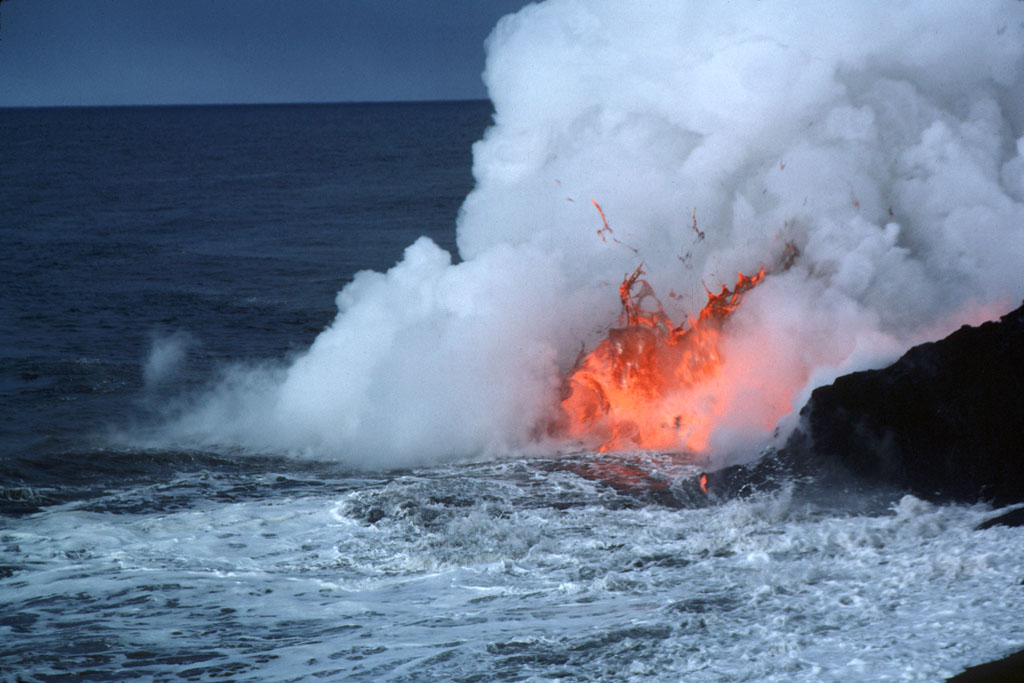
Láva ömlik az óceánba a Kīlauea vulkánból Hawaiion

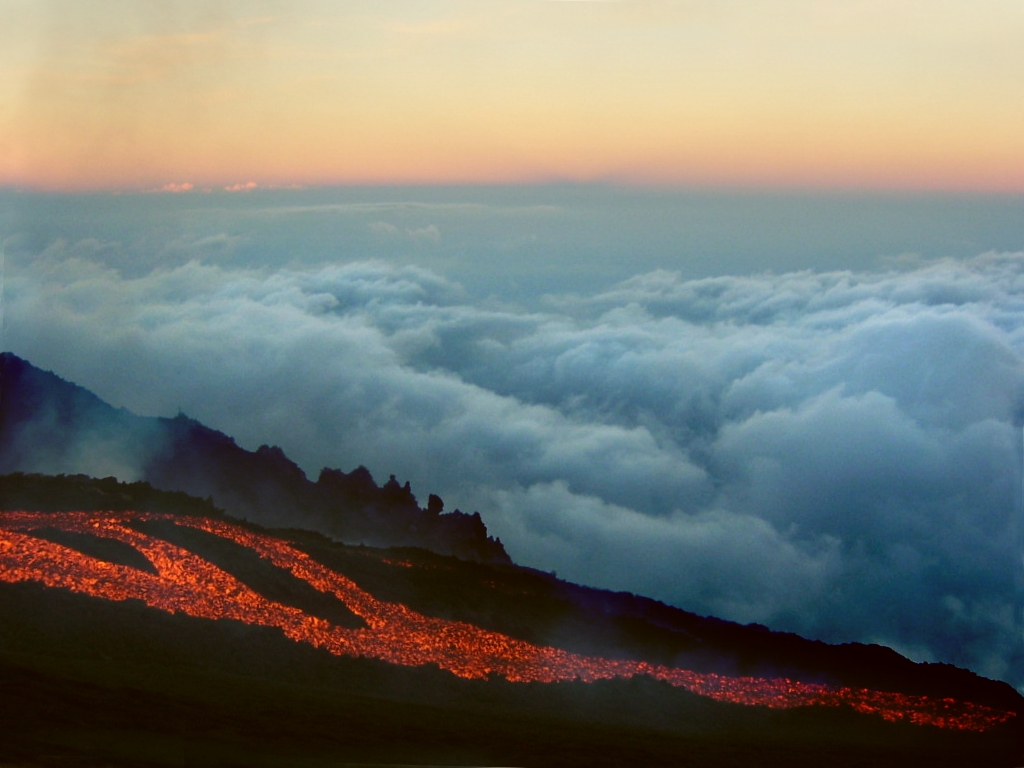
Láva folyik Catania irányába az Etnából

  - A geológia a litoszférával foglalkozik. Résztudományai például az ásványtan, a kőzettan, a földkéreg mozgásait tanulmányozó tektonika, az őslénytan (paleontológia), az általános, a szerkezeti és a regionális földtan, a vízföldtan (hidrogeológia), az alkalmazott földtan (nyersanyagkutatás, építésföldtan stb.) és az üledékföldtan (szedimentológia).
  - A geofizika az egész Föld és az egyes kőzettestek szeizmikus, gravitációs, mágneses, elektromos és radioaktív paramétereit méri és modellezi. Résztudománya például az általános geofizika, amelynek feladata a bolygószerkezet és a földi erőterek (gravitációs és mágneses tér, földi vagy tellurikus áramok, légköri elektromosság) vizsgálata.  Az alkalmazott geofizika gyakorlati kérdésekkel foglalkozik, ide értve a nyersanyag- és vízkutatást, valamint a mérnöki és környezeti problémákat.
  - A geokémia a Föld és a többi kozmikus test, illetve azok részeinek kémiai összetételét vizsgálja. Résztudománya például az abszolút kormeghatározás, az izotópgeokémia, a hidrogeokémia, a környezeti kémia és az agrogeokémia.
- A földrajztudomány (geográfia) a föld felszínét alakító természeti és társadalmi folyamatokkal, az így kialakított rendszerek törvényszerűségeivel foglalkozik – ebből a földtudományok közé tartozik a természetföldrajz.
- Az oceanográfia és a limnológia a föld vizeinek tengeri és édesvízi részeivel (a hidroszférával) foglalkozó tudományágak. Fő résztudományai a fizikai, a kémiai és biológiai oceanográfia.
- A légköri tudományok (atmoszferikus tudományok) a Föld gázburkával (a légkörrel) foglalkoznak.
- A glaciológia a Föld jeges részeivel (a krioszférával) foglalkozó tudomány.

A tudományágak nem mindig különíthetőek el ilyen egyértelműen; számos interdiszciplináris tudomány is kialakult:
- A biogeokémia az elemek biológiai és geológiai körforgásával foglalkozik, különösen vándorlásaikkal és felhalmozódásaikkal.
- A paleooceanográfia és a paleoklimatológia az vizsgálja, miként hatnak a földfelszín elemei, a jégmagok és az élő szervezetek az óceánokra és a globális klímára.

Más tudományágak (összefoglaló nevükön „Föld rendszertudományok”) a Föld egészét olyan, önálló rendszerként vizsgálják, amelyet részrendszereinek kölcsönhatásai, azok pozitív és negatív visszacsatolásai alakítanak:
- A meteorológia leírja, vizsgálja és előrejelzi az időjárást, nagyrészt az óceánok és a légkör kölcsönhatásai alapján.
- A klimatológia leírja és magyarázza az éghajlatot, annak törvényszerűségeit és változásait a litoszféra, hidroszféra, atmoszféra (légkör), krioszféra és bioszféra kölcsönhatásai alapján.
- A Gaia elméletek a bioszféra hatásai alapján magyarázzák a „Föld rendszer” viselkedését.
- A geonómia, az átfogó földtudomány a többi földtudomány eredményeit összegezve a Földet globális rendszerként tárgyalja.

## A Föld

### A Földet alakító erők
A vulkánok és földrengések, a folyók, az időjárás, egyszóval minden, ami a Földdel történik, két nagy energia: a hő és a gravitáció eredményei. A felszíni élethez szükséges hő nagyobb része a Napból érkezik, a földtani folyamatokat kiváltó és tápláló hő, valamint a gravitáció zöme a Föld belsejéből.

### A változó Föld
A Föld állandóan változik. Hegyek emelkednek ki, kontinensek mozdulnak el, a szél és a hullámok átformálják a tájat.
Mindezeket a változásokat két „hőmotornak” köszönhetjük. Az egyik a Föld belsejében működik, a másik kívülről hat rá. Azért nevezzük ezeket „motoroknak”, mert a hőenergiát – az autók motorjához hasonlóan – mozgási energiává alakítják át.
A Nap hője felmelegíti a Földet és működteti a külső hőmotort. A Nap hője nélkül Földünk jeges, élettelen sivatag lenne. A Föld belsejéből érkező hő húzza és tolja a kérget, ezért mozog a felszíni kőzetréteg. A Nap egy elképesztően forró gázgömb; a közepén a hőmérséklet eléri a 15 millió °C-t. A Nap elég távol van tőlünk ahhoz, hogy felmelegítse, de ne égesse el a Földet.
A Nap hője mozgatja a Földet körbeölelő gázréteget – az atmoszférát. Ez a mozgás a szél. A Napból érkező meleg hatására a Föld felszínén található víz a légkörbe jut, majd eső formájában visszahull a Földre – ez a folyamat a víz körforgása. A Föld felszínén a víz és a szél állandó mozgása egyes helyeken elmorzsolja a sziklákat, míg másutt feltölti a mélyedéseket.
A legtöbbet a földrengéshullámok útját tanulmányozva tudhatjuk meg a Föld szerkezetéről. A rengéshullámok elhajlanak, amikor áthaladnak a Föld kőzetburkainak határain. A rengéshullámoknak két fajtája van: az ún. elsődleges hullámok gyorsabban mozognak, mint a másodlagosok.
A Föld belsejében lévő „motort” a Föld közepéből – a magból – a Föld kérge felé áradó hő működteti. A köpeny feláramló anyaga felnyomja és széthasítja a kérget. A kéreglemezek – és így a rajtuk ülő hegyek, vulkánok, kontinensek – elmozdulása a hő áramlásának következménye.
A húzóerő: A Föld gravitációja megakadályozza, hogy a tárgyak kirepüljenek az űrbe, mert a Föld középpontja felé vonzza a tárgyakat. A gravitáció miatt hömpölyögnek a folyók lefelé, és a gravitáció miatt esik az eső a talajra.
Amikor az űrhajósok a Föld fölött szabadon lebegnek, súlytalanok, mert szabadon esnek a Föld felé, miközben azonos sebességgel távolodnak is tőle.

### A felszín alakulása
A Föld belsejében lezajló változásokat nehéz elképzelni, mert nem látjuk őket. A Föld felszíni változásai már sokkal nyilvánvalóbbak, hiszen nap mint nap saját szemünkkel győződhetünk meg róluk. Ilyen változások az időjárás, a folyók medrének átalakulása, a gleccserek és az óceánok felszínt formáló mozgása. A felszíni változások többségét a Nap melege és a Föld gravitációja okozza. A Nap az Egyenlítő körül jobban felmelegíti a Földet, mint a sarkoknál. Ettől a meleg levegő az Egyenlítőnél felemelkedik, hogy a sarkoknál leereszkedjen, így alakul ki a földi légkörzés. A földi szelek és az óceáni áramlatok a Földön mindenhova eljuttatják a meleget, és alapvetően befolyásolják az éghajlatot.

### Mállás és erózió
A Föld felszínén a szilárd kőzetek elmállanak. A nappal felmelegedett kőzetek éjjel lehűlnek, a hőingadozás miatt megrepednek, és aprózódni kezdenek. Ez a fizikai mállás különösen akkor intenzív, amikor a repedésekbe beszivárgó víz időnként megfagy. Kémiai mállásról olyankor beszélünk, amikor a kőzetet kémiai anyagok, például az esőben található savak oldják. Mind a fizikai, mind a kémiai mállást felerősítik a talajban élő szervezetek (kiváltképp a növények gyökerei) – ilyenkor, azaz az esetek többségében biológiai mállásról beszélünk.
A málló vagy aprózódó kőzet darabkái meglazulnak; elsodorja őket a szél, a gleccserek jege, a folyók vize vagy az óceán – ez a folyamat az erózió. Az így elsodort kőzettörmelék maga is őrli, csiszolja a Föld felszínét, változtatja a táj arculatát.
Háromféle erózió létezik: szélerózió a sivatagban, vízerózió a folyómederben és a jégerózió a gleccsereknél.

### A víz körforgása
A Nap felmelegíti a Föld felszínén található vizeket. A víz láthatatlan gázzá alakul át, és a vízpára felemelkedik a levegőbe. A tisztán fizikokémiai párolgást evaporációnak, a növények párologtató tevékenységét transzspirációnak nevezik. Fenn a magasban a levegő hűvösebb, és a vízpára ismét folyékony vízzé alakul – ez a folyamat a kondenzáció. A kondenzált vízből alakulnak ki a felhők. Amikor a gravitáció a felhőkből lehúzza az esőt vagy a havat, a víz visszatér a Föld felszínére, és a körforgás újra kezdődik.

### Felszíni formálódás
A folyók, a gleccserek és az óceánok néhol elmossák, másutt felépítik a talajt. A folyók felső szakaszukon V alakú völgyeket és katlanokat vájnak, és az így kimosott anyagot elszállítják a tengerbe, vagy a szárazföldi medencékben szétterülve, alsó szakaszukon rakják le. Így alakulnak ki a feltöltött medencék (például a Kárpát-medence) és a deltatorkolatok. A gleccserek tál alakú völgyeket vájnak. A hegyekből lemorzsolt hordalékukat (a morénát) ott rakják le, ahol elolvadnak – így keletkeztek a Déli Alpokban Észak-Olaszország tavai is. Az óceánok öblöket és íveket vájnak, hordalékukból alakulnak ki a homokos vagy kavicsos tengerpartok. A sivatagokban a szél formálja a felszínt; a legismertebbek a homoksivatagok.

## A földtudományok témáinak nem teljes listája
- Ásványtan (mineralógia)
- Bányászat
- Földi mágneses mező
- Földrajztudomány (geográfia)
- Földtörténet
- Geodézia (földméréstan)
- Geofizika
- Geokémia
- Geológia
- Geomorfológia
- Geostatisztika
- Glaciológia (a jégkorszakokról)
- Környezetvédelem

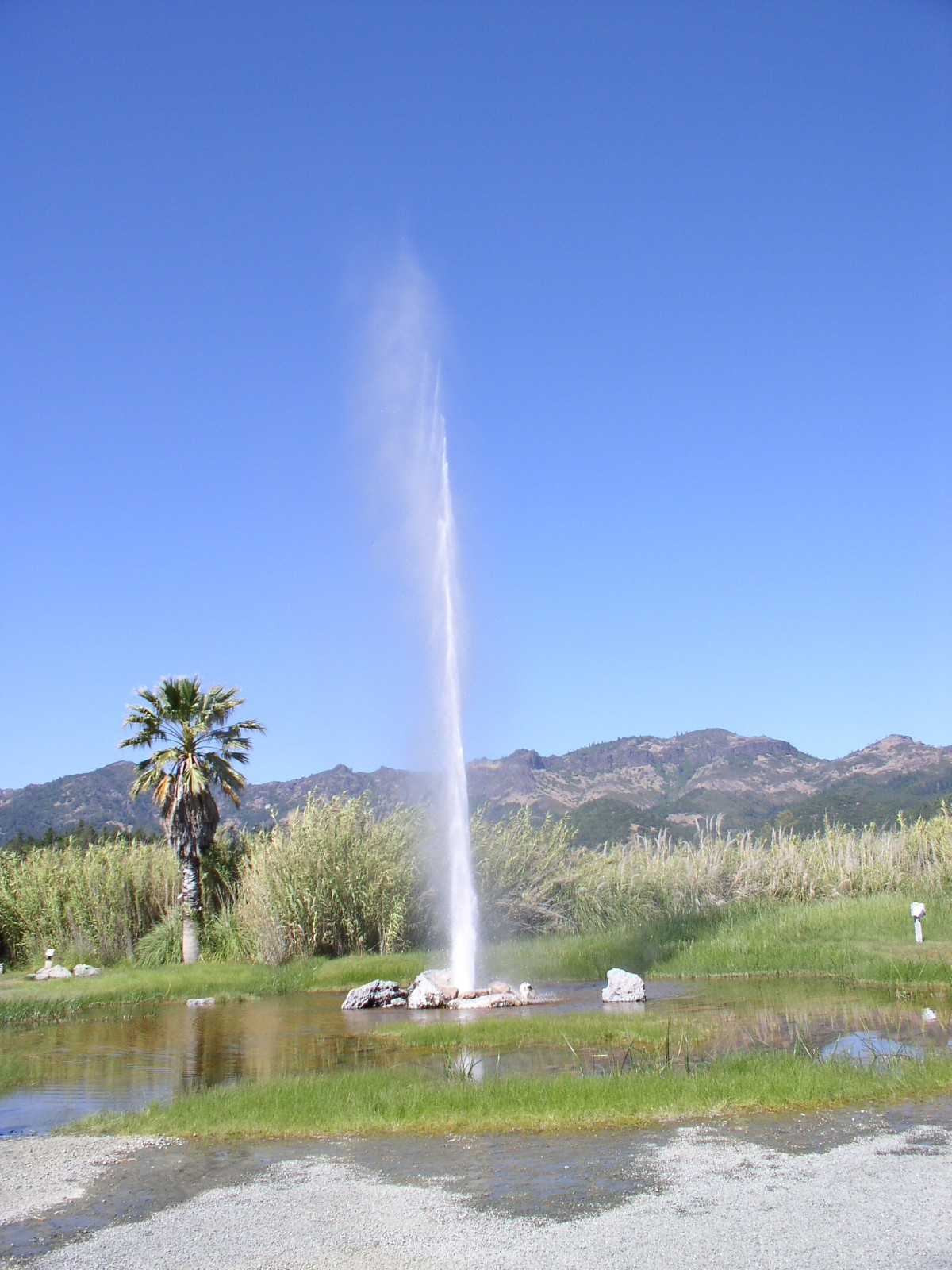
Az „Öreg hűséges” gejzír Kaliforniában

- Meteorológia (az időjárásról és légköri jelenségekről)
- Oceanográfia
- Paleontológia (paleozoológia, paleobotanika)
- Petrológia (kőzettan)
- Régészet (archeológia)
- Tektonika
- Tengergeológia
- Térképészet
- Szeizmológia (a földrengésekről)
- Űrgeológia (planetáris geológia)
- Víztudomány (hidrológia)
- Vulkanológia